# Агарков, Николай Фёдорович
Николай Фёдорович Агарков — советский хозяйственный, государственный и политический деятель.

## Биография
Родился 29 ноября 1929 году. Член КПСС с 1952 года.
С 1950 года — на хозяйственной, общественной и политической работе. В 1950—1985 гг. — учитель истории в Квитковской школе, второй секреатрь Тайшетского, первый секретарь Тангуйского райкомов ВЛКСМ, секретарь, второй секретарь, председатель райисполкома, первый секретарь Тулунского райкома КПСС, первый секретарь Усть-Ордынского Бурятского окружного комитета КПСС.
Избирался депутатом Верховного Совета РСФСР 9-го и 10-го созывов.

## Сочинения
- Агарков, Николай Федорович. Райком и сельские коммунисты [Текст]. — [Иркутск] : Вост.-Сиб. кн. изд-во, 1972. — 81 с. : ил.; 16 см.